# Philipp Eger

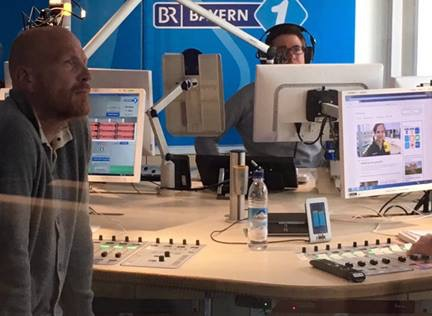
Philipp Eger moderiert „Heute im Stadion“ auf Radio Bayern1 mit Studiogast Matthias Sammer

Philipp Eger (* 24. Juli 1977 in Augsburg) ist ein deutscher Sportkommentator, Moderator und Journalist.

## Leben
Er ist in Augsburg aufgewachsen. Nach Abitur und Zivildienst hospitierte er 1999 beim Bayerischen Rundfunk. Während seines Studiums (Politikwissenschaft, Volkswirtschaftslehre und Soziologie an der Universität Augsburg) arbeitete Eger vor allem bei Radio Bayern3, unter anderem hat er mit Susanne Rohrer die Nachmittagssendung moderiert.
Seine Reporter-Karriere begann Eger 2004 in der Sportredaktion des Bayerischen Rundfunks. Er kommentiert Spiele der 1. und 2. Fußballbundesliga, im DFB-Pokal und in der Championsleague für den Hörfunk der ARD und für die Bayern1 Radiosendung Heute im Stadion. Unter anderem hat er 2018 das CL-Halbfinalrückspiel des FC Bayern München bei Real Madrid begleitet. Er ist im Kommentatoren-Team der ARD-Bundesligakonferenz. Darüber hinaus arbeitet er als Fernsehkommentator beim Bayerischen Rundfunk im Bereich Tennis.
Im August 2016 wurde Eger Nachfolger von Christoph Deumling als Moderator der Bundesliga-Sendung Heute im Stadion auf Radio Bayern1.
Neben seiner Tätigkeit beim BR arbeitet er seit 2006 beim Fernsehsender Eurosport. Als Tenniskommentator begleitet er die Grand Slam Turniere, unter anderem vor Ort. In der Fußball-Bundesliga gehört Eger seit August 2017 neben Matthias Stach zum Live-Team. Seit 2021 kommentiert Eger auch Tennisspiele beim deutsch-österreichischen Sender Servus TV.

## Auszeichnung
Philipp Eger gewann im März 2018 mit weiteren ARD-Reportern den Herbert-Zimmermann-Preis vom Verband Deutscher Sportjournalisten in der Kategorie „Reportage“ für die ARD-Bundesligakonferenz vom 16. Dezember 2017.

## Privates
Philipp Eger ist mit Moderatorin Julia Büchler verheiratet.